# غار أنتوني هايوود
غار أنتوني هايوود (بالإنجليزية: Gar Anthony Haywood)‏ (22 مايو 1954، لوس أنجلوس في الولايات المتحدة)؛ كاتب سيناريو وروائي أمريكي.

## روابط خارجية
- غار أنتوني هايوود على موقع IMDb (الإنجليزية)